# خذ المال واهرب (فلم)
خذ المال واهرب (بالإنجليزية: Take the Money and Run) هو فيلم أميركي تم اخراجه من قبل وودي آلن عام 1969 ويعد فيلما كوميديا من النوع الوثائقي الكاذب الساخر. الفيلم يتتبع حياة فيرجيل ستاركويل (وودي آلن)، سارق بنوك احمق.

## روابط خارجية
- مقالات تستعمل روابط فنية بلا صلة مع ويكي بيانات